# Opius ciliatus
Opius ciliatus är en stekelart som först beskrevs av Christian Gottfried Daniel Nees von Esenbeck 1811.  Opius ciliatus ingår i släktet Opius och familjen bracksteklar. Inga underarter finns listade i Catalogue of Life.